# SharpDevelop
SharpDevelop（シャープデベロップ）は、オープンソースで開発されている.NET Frameworkのための統合開発環境（IDE）である。SharpDevelop自体も.NET Frameworkの可能性を示すため、C#言語を用いて開発されており、.NET Framework上で動作する。

## 概要
対応するプログラミング言語は、C#、Visual Basic .NET、Boo、IronPython、IronRubyがあり、パーサにより、C#、Microsoft Visual Basic .NET、Boo、IronPython、IronRubyの各言語を相互に変換できるコンバータが含まれている。バージョン5.0からはC#のみの対応となった。
コンパイラとしては、.NET Framework 1.0、1.1、2.0、3.5、4.0、4.5、4.5.1、4.5.2、Monoコンパイラを使用できる。また、SharpDevelop 2からはVisual Studioと同じMSBuildプロジェクトファイルを使用し、Visual Studioと互換性のあるソリューション・プロジェクトファイルを扱うようになっている。
また、以下の外部プログラムと連携することも可能である。
- TortoiseSVN
- TortoiseGit
- NUnit（英語版）
- FxCop（英語版）
- StyleCop（英語版）
- F#コンパイラ

加えて、SharpDevelopの画面上からNUnitのテストを実行したりコードカバレッジを確認するというように、SharpDevelopの開発環境からシームレスにそれら外部プログラムを利用することも可能になっている。
インターフェースは日本語をはじめ複数の言語の表示が可能である。
2009年2月には.NET Framework 3.5上で動作しC#3.0に対応したバージョン3.0がリリースされた。

## 派生ソフトウェア
- MonoDevelop - 当初はWindows APIに依存する部分をGTK#で置き換え、Mono環境下での動作に最適化を施したものであったが、その後は独自の進化を遂げ、現在では全くの別物となっている。
- FlashDevelop - Adobe Flex SDK向けに改造が施されたもの。Adobe FlexではVisual Studio Expressのような無償の統合環境がないため非常に人気が高い。